# Nichita Iurașco
Nichita Iurașco (ur. 17 maja 1999) – mołdawski piłkarz grający na pozycji skrzydłowego w mołdawskim klubie Milsami Orgiejów.